# Petrophile helicophylla
Petrophile helicophylla är en tvåhjärtbladig växtart som beskrevs av D.B. Foreman. Petrophile helicophylla ingår i släktet Petrophile och familjen Proteaceae. Inga underarter finns listade i Catalogue of Life.